# Любимов Іван Степанович
Іва́н Степа́нович Люби́мов (нар. 1909 — пом. 2000) — радянський військовий льотчик-винищувач часів Другої світової війни, командир 11-го гвардійського винищувального авіаційного полку ВПС Чорноморського флоту, гвардії підполковник. Герой Радянського Союзу (1944).

## Життєпис
Народився 25 березня 1909 року в місті Києві в родині робітника. Росіянин. Здобув середню освіту. У 1932 році закінчив два курси Харківського технікуму зв'язку.
До лав РСЧА призваний у 1932 році. У 1933 році закінчив 9-ту військову школу льотчиків і летнабів (м. Харків). Проходив військову службу в 32-му винищувальному авіаційному полку ВПС Чорноморського флоту: з серпня 1933 року — пілот, з листопада 1934 року — молодший льотчик, з квітня 1938 року — командир ланки, з листопада 1939 року — начальник штабу ескадрильї. Член ВКП(б) з 1939 року. У червня-серпні 1940 року виконував обов'язки начальника штабу ескадрильї у 8-му авіаційному полку, а потім повернувся у 32-й вап на посаду командира ескадрильї.
Учасник німецько-радянської війни з червня 1941 року. У повітряному бою 9 жовтня 1941 року над Сивашем отримав важке поранення, внаслідок якого втратив ноги. Після тривалого лікування і реабілітації у липня 1942 року домігся повернення у стрій. У жовтні 1942 року призначений командиром 32-го вап. Під його керівництвом полк у травні 1943 року був перетворений у 11-й гвардійський вап. З жовтня 1943 року гвардії полковник І. С. Любимов — командир 4-ї винищувальної авіаційної дивізії ВПС ЧФ. Здійснив 174 бойових вильоти, провів близько 60 повітряних боїв, у яких особисто збив 9 літаків супротивника. З жовтня 1944 по травень 1945 року навчався на Вищих авіаційних академічних курсах при Військово-Морській академії імені К. Є. Ворошилова. Після закінчення курсів повернувся на посаду командира 4-ї вад і перебував на ній до грудня 1948 року.
У 1950 році закінчив Вищу військову академію імені К. Є. Ворошилова. З січня 1951 року — голова кваліфікаційної комісії авіації ВПС СРСР. З липня того ж року — начальник протиповітряної оборони — командувач Приморським районом ППО Чорноморського флоту. З січня 1953 року — начальник протиповітряної оборони флоту — заступник начальника ВПС Чорноморського флоту. З січня 1955 року — старший викладач, згодом — доцент, професор кафедри ВПС флоту у Вищій військовій академії імені К. Є. Ворошилова. Кандидат військових наук.
З лютого 1973 року генерал-майор авіації І. С. Любимов — у відставці. Мешкав у Москві, де помер 26 грудня 2000 року. Похований на Кунцевському кладовищі.

## Нагороди
Указом Президії Верховної Ради СРСР від 22 січня 1944 року, гвардії підполковнику Любимову Івану Степановичу присвоєне звання Героя Радянського Союзу з врученням ордена Леніна і медалі «Золота Зірка» (№ 2893).
Нагороджений двома орденами Леніна (29.01.1942, 22.01.1944), трьома орденами Червоного Прапора (29.11.1942, …), орденами Ушакова 2-го ступеня (27.09.1944), Вітчизняної війни 1-го ступеня (11.03.1985), Червоної Зірки, медалями і орденом Британської імперії 4-го ступеня (1944).